# Inácio Antônio II Hayek
Inácio Antônio II Hayek (14 de setembro de 1910, Alepo, então Império Otomano, hoje Síria - 21 de fevereiro de 2007, Charfet, Líbano) foi um clérigo sírio e patriarca de Antioquia da Igreja Católica Siríaca.

## Biografia
Hayek concluiu seus estudos no Seminário de Charfet e no Pontificio Collegio Urbano de Propaganda Fide, em Roma. Foi ordenado sacerdote em 10 de junho de 1933. Permaneceu então em Roma para frequentar o Pontifício Instituto Oriental e o Pontifício Institutum Utriusque Iuris, no Latrão, onde obteve o bacharelado em Direito Canônico.
De volta à sua terra natal, desempenhou seu ministério sacerdotal em Alepo como professor em escolas paroquiais, como pároco e depois como protossincelo da Arqueparquia de Alepo dos Sírios.
Em 27 de maio de 1959, foi eleito Arcebispo Católico Sírio de Alepo. Recebeu a ordenação episcopal em 15 de agosto seguinte, por Inácio Gabriel I Cardeal Tappouni, Patriarca da Igreja Católica Síria; os principais co-consagradores foram Iwannis Georges Stété, Arcebispo de Damasco dos Sírios, e Grégoire Ephrem Jarjour, Bispo Auxiliar do Patriarcado Católico Siríaco de Antioquia.
Inácio Antônio II Hayek participou de todas as sessões do Concílio Vaticano II. Foi eleito pelo Sínodo da Igreja Católica Siríaca como Patriarca de Antioquia e Bispo de Beirute em 10 de março de 1968. Foi confirmado pelo Papa Paulo VI no dia 20 de março seguinte.
Após trinta anos no governo da Igreja Síria, a renúncia do Patriarca Inácio Antônio II Hayek foi aceita pelo papa em 23 de julho de 1998.
O patriarca emérito faleceu na casa das Irmãs Efrémitas de Charfet, na Síria, às 6h00 do dia 21 de fevereiro de 2007.